# Siri Hustvedt
Siri Hustvedt (n. 19 de fevereiro de 1955, em Northfield, Minnesota) é uma escritora norte-americana de ascendência norueguesa.

## Biografia
Bisneta de emigrantes noruegueses pelo lado do pai, Lloyd Hustvedt (destacado e galardoado professor de História Escandinavo-Americana), filha de uma emigrante norueguesa, Ester Vegan, Siri licenciou-se em História no St. Olaf College, doutorando-se em Literatura Inglesa na Universidade de Columbia (Nova Iorque), com a tese Figures of Dust: A Reading of Our Mutual Friend, baseada na obra de Charles Dickens.
Em 1981 casou-se com o escritor Paul Auster, com quem vive até hoje em Brooklyn, Nova Iorque. Da relação nasceu em 1987 a sua única filha, Sophie Auster (actriz e cantora).

## Obras Publicadas

### Romance
- De Olhos Vendados (The Blindfold, 1992)
- Fantasias de uma Mulher (The Enchantment of Lily Dahl, 1996)
- Aquilo Que Eu Amava (What I Loved, 2003)
- Elegia para um Americano (The Sorrows of an American, 2008)
- Verão sem homens (The Summer Without Men, 2011)
- O Mundo Ardente (The Blazing World, 2014)
- Recordações do Futuro (Memories of the Future, 2019)

### Ensaio
- Yonder (1998)
- Mysteries of the Rectangle: Essays on Painting (2005)
- A Plea for Eros (2005)

### Memórias
- The Shaking Woman or A History of My Nerves (2010)

### Poesia
- Reading to You (1983)

### Argumentos para Cinema (guiões/roteiros)
- O Preço da Fantasia (The Center of the World, 2001) - (em co-autoria com Paul Auster e Miranda July)